# جان دومينيك مارالدي
عالم فلك فرنسي إيطالي المولد ولد في 17 أبريل 1709 في ليغوريا بإيطاليا وهو ابن شقيق الفلكي جياكومو فيليبو مارالدي. جاء إلى باريس في عام 1727 وأصبح عضوا في الأكاديمية الفرنسية للعلوم في 1731.رصد المذنب De Chéseaux مع جاك كاسيني في 1746.و في 1746 اكتشف مجموعتين من النجوم الغامضة والتي عرفت لاحقا باسم ام 2 وام 15 تقاعد في 1772 وعاد إلى موطنه وهناك توفى في 14 نوفمبر 1788.و في عام 1935 تم تكريمه هو وعمه بإطلاق اسم مارالدي على إحدى فوهات القمر